# Берёза низкая
Берёза ни́зкая, или Берёза призе́мистая (лат. Betula humilis) — листопадное растение семейства Берёзовые (Betulaceae). 

## Ботаническое описание
Кустарник высотой 1—1,5 метра с прямыми ветвями. Кора гладкая, тёмно-бурая, не отслаивается. Молодые ветки с коротким редким опушением и смолистыми бородавочками.
Листья очерёдные, яйцевидной или округло-яйцевидной формы с неправильно-городчатыми краями, длина их 1—3,5 см, ширина 0,7—2,5 см. Верхняя сторона листовой пластинки у молодых листьев опушённая, позднее становится голой; нижняя сторона с рассеянным опушением по жилкам. Черешок листа длиной до 6 мм, опушённый. Боковых жилок 4—6 пар.
Цветёт одновременно с появлением листьев в апреле—мае. Опыляется ветром. Мужские серёжки цилиндрические, до 2 см длиной, с буроватыми чешуйками. Женские — почти яйцевидной формы, длиной до 1,5 см, вверх стоящие на коротких опушённых ножках.
Плод — маленький широкоэллиптический орешек с двумя крыловидными придатками, которые обычно в 2—3 раза уже орешка. Вес 1000 семян составляет 0,17 граммов. Созревают семена в сентябре—октябре.

## Распространение и экология
Произрастает на болотах и заболоченных лугах в северной части Западной Европы, северной части Монголии, в России — в северных районах Европейской части и в Западной Сибири, в Чернозёмной зоне — очень редко, в основном по реликтовым торфяным болотам. Вид описан из Баварии

## Охрана вида
Берёза приземистая занесена в Красные книги республик Мордовия (как вероятно исчезнувший вид), Карелия, Татарстан, Чувашской и Удмуртской республик, Марий Эл, Рязанской, Владимирской, Калужской, Костромской, Курганской, Курской, Ленинградской, Московской, Нижегородской, Тверской, Ульяновской и Ярославской областей России.

## Значение и применение
В местах, где отсутствуют ивняки, хорошо поедается алтайским маралом (Cervus elaphus sibiricus Severtzow), речными бобрами. Почки и молодые веточки поедаются рябчиком весной, летом и осенью.

## Классификация

### Таксономия[11]
Betula humilis Schrank, 1789, Baier. Fl. 1: 420
Вид Берёза низкая относится к роду Берёза (Betula) семейства Берёзовые (Betulaceae) порядка Букоцветные (Fagales). Кладограмма в соответствии с Системой APG IV по состоянию на июнь 2023 года:
|  |                                      |  |                                   |                                   |                     |  | ещё 6 семейств | ещё 6 семейств |                   |  |  |  | еще 88 подтвержденных видов и 81 таксон, ожидающих подтверждения |
|  |                                      |  |                                   |                                   |                     |  | ещё 6 семейств | ещё 6 семейств |                   |  |  |  | еще 88 подтвержденных видов и 81 таксон, ожидающих подтверждения |
|  |                                      |  |                                   | порядок Букоцветные               |                     |  |                |                | род Берёза        |  |  |  |                                                                  |
|  |                                      |  |                                   | порядок Букоцветные               |                     |  |                |                | род Берёза        |  |  |  |                                                                  |
|  | отдел Цветковые, или Покрытосеменные |  |                                   |                                   | семейство Берёзовые |  |                |                | вид Берёза низкая |  |  |  |                                                                  |
|  | отдел Цветковые, или Покрытосеменные |  |                                   |                                   | семейство Берёзовые |  |                |                |                   |  |  |  |                                                                  |
|  |                                      |  | ещё 63 порядка цветковых растений | ещё 63 порядка цветковых растений |                     |  |                | ещё 5 родов    | ещё 5 родов       |  |  |  |                                                                  |
|  |                                      |  |                                   | ещё 63 порядка цветковых растений |                     |  |                |                | ещё 5 родов       |  |  |  |                                                                  |

### Синонимы
- Betula fruticans  Pall.
- Betula fruticosa subsp. extremiorientalis  (Kuzen. & V.N.Vassil.) Vorosch.
- Betula humilis f. calcarata  Perfil.
- Betula humilis f. crispa  Perfil.
- Betula humilis f. obovata  Perfil.
- Betula humilis var. camtschatica  Regel
- Betula humilis var. commutata  Regel
- Betula humilis var. cuneata  Perfil.
- Betula humilis var. genuina  Regel
- Betula humilis var. oycowiensis  Nyman
- Betula humilis var. socolowii  Regel
- Betula humilis var. subcordata  Perfil.
- Betula kamtschatica  H.Buek
- Betula myrsinoides  Tausch
- Betula oycowiensis  Rchb.
- Betula palustris  Rupr.
- Betula sibirica  Lodd. ex Regel
- Betula socolowii  J.Jacq. ex Regel
- Chamaebetula humilis  Opiz